# Valdorba
La Valdorba —menos frecuentemente Valle de Orba— (Orbaibar en euskera batua y Orbaibarra en la variedad local) es un valle navarro situado en la merindad de Olite, a medio camino entre Tafalla y Pamplona, en la Zona Media de Navarra. Toma su nombre de los montes de Orba que cierran el valle por el este; al norte quedan la sierra de Unzué y Alaiz, al sur la sierra de Gerinda.
Al menos hasta 1431 estaba distribuida entre cuatro cendeas, a las que también se le denominaban corriedos:
- Barásoain: incluía la localidad de este nombre y Garínoain.
- Basondoa: incluía las localidades de Unzué  y las situadas en el actual término municipal de Olóriz (con Echagüe, Bariáin, Oricin, Olóriz, Solchaga, Eristain y Mendívil).
- Leoz: incluía una parte de las localidades situada en el actual municipio de Leoz , en concreto: Leoz, Uzquita, Iriberri, Olleta, Artariain, Iracheta, Amunarrizqueta, Orísoain y Sansomain.
- Pueyo: incluía Pueyo y el resto de las localidades situadas en el actual término municipal de Leoz, que no pertenecían a la cendea de Leoz, esto es: Amatriain, Maquirriáin, Bézquiz, Benegorri y Sánsoain.[3]

Actualmente queda distribuido entre 7 municipios, 2 de ellos compuestos por varios concejos, tal como se muestra en la siguiente tabla (entre paréntesis el nombre oficial, en su caso):
| Municipios                | concejos                            | lugares | Población 2017 (INE) | Superficie (km²) | Densidad (hab./km²) |
| ------------------------- | ----------------------------------- | --- | -------------------- | ---------------- | ------------------- |
| Barásoain                 | _                                   | | 650                  | 13,94            | 46,63               |
| Garínoain                 | _                                   | | 456                  | 10,26            | 44,44               |
| Leoz (Leoz / Leotz)       | Iracheta (Iratxeta), Leoz, Olleta   | Amatriain, Amunarrizqueta, Artariain, Benegorri, Bézquiz, Iriberri, Maquirriáin, Sánsoain, Sansomain, Uzquita | 232                  | 95,50            | 2,43                |
| Olóriz (Olóriz / Oloritz) | Echagüe, Mendívil, Olóriz, Solchaga | Bariáin, Oricin                                                                                               | 198                  | 40,081           | 4,94                |
| Orísoain                  | _                                   | | 85                   | 7,1              | 11,97               |
| Pueyo (Pueyo / Puiu)      | _                                   | | 340                  | 21,22            | 16,02               |
| Unzué (Unzué / Untzue)    | _                                   | | 136                  | 18,5             | 7,35                |